# Biblioteca La Bòbila
La Biblioteca La Bòbila forma part de la Xarxa de Biblioteques Municipals de l'Hospitalet de Llobregat i està situada a la Plaça de la Bòbila. Inaugurada al març de l'any 1999, dona servei als barris de Pubilla Cases i Can Serra que són perteneixents a l'Hospitalet i al barri de Can Vidalet que forma part d'Esplugues de Llobregat. Comparteix espai amb el Centre Cultural La Bòbila.
Dintre de les diverses activitats que ofereix als usuaris, és tot un referent a la ciutat pel fons especial dedicat al gènere literari negre i policíac i la seva participacó en exposicions, projeccions de cinema o BCNegra; una de les més importants cites dintre del gènere negrecriminal.